# Circondario di Penne
Il circondario di Penne era uno dei due circondari in cui era suddivisa la provincia di Teramo, esistito dal 1861 al 1926. Nei suoi territori erano compresi tutti i comuni dell'area Vestina.

## Istituzione e soppressione
Fu istituito insieme alla provincia di Teramo, di cui era parte, dopo l'annessione del regno delle Due Sicilie al regno d'Italia nel 1861. 
I circondari erano stati istituiti come ente amministrativo subordinato alle province con la legge Rattazzi (Regio decreto n. 3702 del 23.10.1859).
Il circondario di Penne venne soppresso nel 1926 e il territorio assegnato l'anno successivo alla nascente provincia di Pescara, salvo il mandamento di Bisenti che invece resterà nella provincia di Teramo.

## Suddivisione amministrativa all'atto dell'istituzione (1861)
All'atto dell'istituzione, il circondario era diviso in 7 mandamenti, a loro volta suddivisi in 36 comuni:

| Mandamento        | Comuni                                                                                                  |
| ----------------- | --- |
| Bisenti           | Bisenti Bacucco Basciano Castagna Castiglione Messer Raimondo Cermignano Penna Sant'Andrea              |
| Catignano         | Catignano Brittoli Carpineto Civitaquana Civitella Casanova (con Villa Celiera) Cugnoli Nocciano Vicoli |
| Città Sant'Angelo | Città Sant'Angelo Castellammare Montesilvano (con Villa Cappelle) Elice                                 |

| Mandamento        | Comuni                                                                               |
| ----------------- | ------------------------------------------------------------------------------------ |
| Loreto            | Loreto Collecorvino Moscufo Picciano                                                 |
| Pianella          | Pianella Cepagatti Spoltore Rosciano                                                 |
| Penne             | Penne Farindola Montebello                                                           |
| Torre de' Passeri | Torre de' Passeri Alanno Castiglione alla Pescara Corvara Pescosansonesco Pietranico |

## Variazioni amministrative
1863
- Carpineto ridenominata Carpineto della Nora
- Castagna ridenominata Castel Castagna
- Castellammare ridenominata Castellammare Adriatico
- Castiglione alla Pescara ridenominata Castiglione a Casauria
- Loreto ridenominata Loreto Aprutino

1904
- Cappelle si distacca da Montesilvano e diventa comune autonomo

1905
- Bacucco ridenominata Arsita

1912
- Cappelle ridenominata Cappelle sul Tavo

1913
- Villa Celiera si distacca da Civitella Casanova e diventa comune autonomo

1922
- Montesilvano Marina si distacca da Montesilvano e diventa comune autonomo (successivamente, nel 1928, i due comuni verranno riaccorpati; il nuovo ente prenderà il nome di Montesilvano, e avrà la sede municipale a Montesilvano Marina, mentre il centro che ospitava il municipio dell'originario comune di Montesilvano ne diventerà una frazione, con il nome di Montesilvano Colle.)

1926
- Soppressione del circondario di Penne e trasferimento di tutti i comuni nel circondario di Teramo

1927
- I due comuni di Castellammare Adriatico e Pescara (nel circondario di Chieti) vengono uniti nel nuovo comune di Pescara e contestualmente alla soppressione dei restanti circondari viene istituita la provincia di Pescara